# Knight Islands
Knight Islands är öar i Kanada.   De ligger i territoriet Nunavut, i den östra delen av landet, 1 800 km nordost om huvudstaden Ottawa. Arean är 8,2 kvadratkilometer.
Terrängen på Knight Islands är lite kuperad. Öns högsta punkt är 213 meter över havet. Den sträcker sig 3,5 kilometer i nord-sydlig riktning, och 4,2 kilometer i öst-västlig riktning.
Trakten runt Knight Islands är nära nog obefolkad, med mindre än två invånare per kvadratkilometer.